# Berrichon (bateau)
Pour les articles homonymes, voir Berrichon (homonymie).
Le berrichon ou flûte berrichonne est un type de bateau de canal créé spécialement pour pouvoir fréquenter le canal de Berry qui est à petit gabarit de même que le canal de la Sauldre et la rigole d'Arroux. Bien sûr, le bateau berrichon peut fréquenter les voies de gabarit plus important, et on le verra s'aventurer jusqu'en Lorraine.

## Description
Ce type de bateau mesure 27,50 m sur 2,60 m au maximum et peut porter 60 tonnes à l'enfoncement d'1,20 m du canal de Berry, et 100 tonnes à l'enfoncement d'1,80 m sur les canaux « Freycinet ».

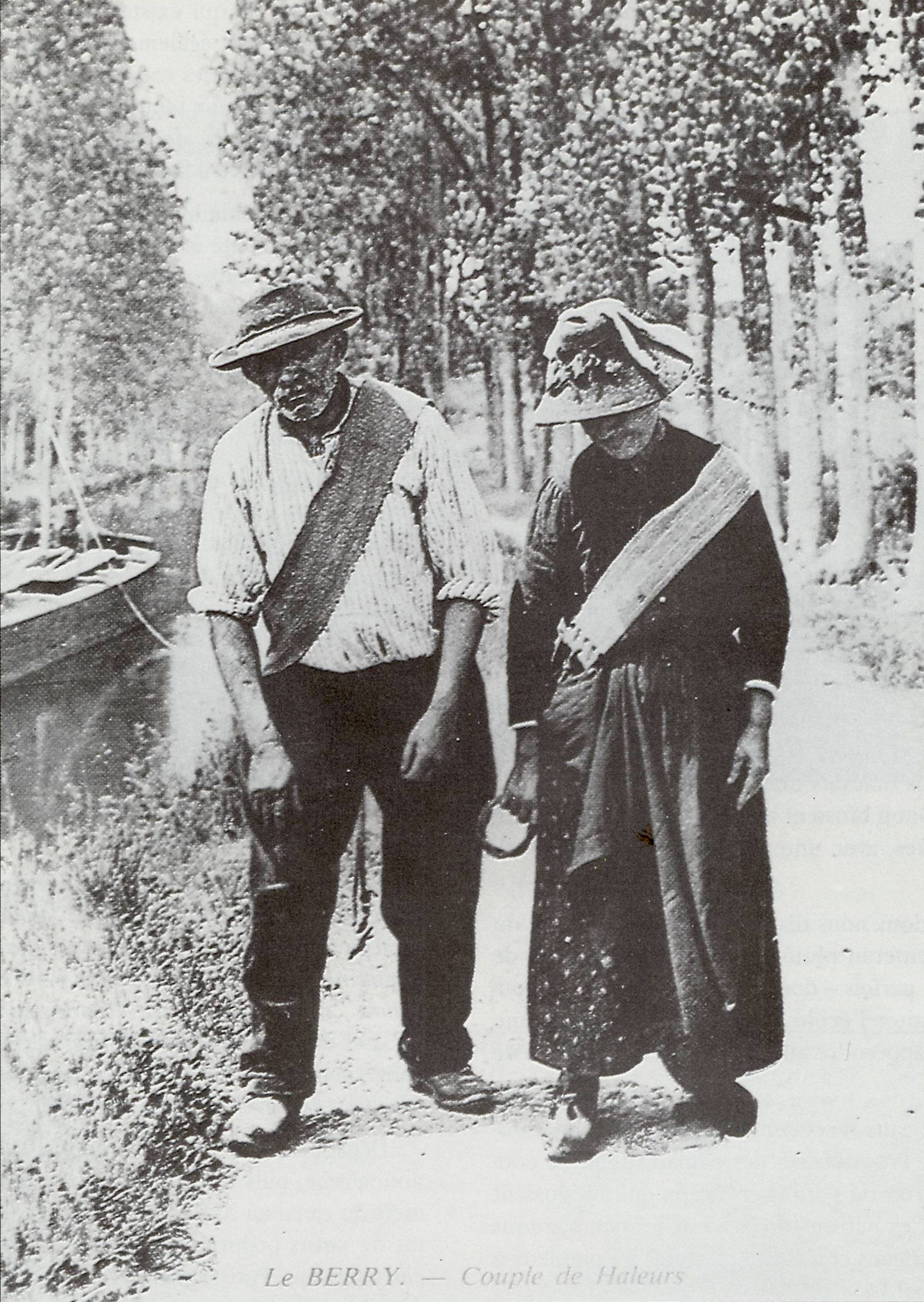
Couple de haleurs.

C'est un bateau emblématique de la grande époque de la batellerie. Construit en bois à plusieurs milliers d'exemplaires entre 1830 et 1950, il n'en reste que quelques exemplaires, une demi-douzaine environ, tous métalliques et reconvertis en bateaux-habitations sauf un qui continue de travailler : l'avitailleur Cher à Paris.
On le trouve aussi désigné sous les noms de « vierzon », « dunois » (de Dun-sur-Auron), « molusson » (de Montluçon), « campionnette » (du port Campionnet, à Digoin) ou encore « cercueil ».
Le tout premier type de bateau berrichon était nommé « bé de cane » à cause de son avant relevé qui évoquait (avec un peu d'imagination) un bec de canard.
Ce type de bateau n'étant initialement pas motorisé, il était souvent tracté par un homme à l'aide d'une corde. La traction animale était aussi utilisée et le cheval ou plus souvent la "bourrique" était hissé à bord par une grue fixée à demeure sur la péniche. Des sangles passaient sous le ventre de l'animal pour son transport de la berge jusqu'à la cale. Il y passait la nuit. Ce type de traction a existé sur le canal du Centre entre autres jusqu'au milieu des années 1950, co-existant avec la traction motorisée apparue à la fin des années 1920.